# Capela palatină din Aachen
Capela palatină din Aachen era capela privată a lui Carol cel Mare situată la Aachen, un oraș din Germania, în landul Renania de Nord-Westfalia. Începută prin 792, consacrată în 804 și terminată în 805, ea face parte din palatul din Aachen. Ea conține rămășițele pământești ale lui Carol cel Mare și a fost locul de încoronare timp de vreo 600 de ani. A fost integrată în actuala catedrală din Aachen.
Construcția acestui edificiu s-a bazat pe modele anterioare. Fiecare capelă era o sinteză desăvârșită între Antichitate și ultimele inovații tehnice și stilistice ale epocii. Pentru aceste motive, ea constituie o referință care a dat loc unor numeroase reluări. În anul 2008 capela era păstrată aproape intactă, în pofida unor adăugiri mai târzii și a unor numeroase refaceri din secolul al XIX-lea. Ca parte a Catedralei din Aachen / a Domului din Aachen, ea apare pe lista Patrimoniului Mondial UNESCO.
Nu există documente de epocă privitoare la monument, în afară de o scrisoare a lui Alcuin, consilier al împăratului Carol cel Mare, care menționează coloanele de la nivelul superior, ridicate în 798.

## Etimologie
Numele de capelă provine de la cuvântul latinesc cappa, prin intermediul limbii italiene: în italiană cappella este un diminutiv al substantivului cappa, „capă”,cu referire la capa Sfântului Martin de Tours, depusă în capela palatului lui Carol cel Mare din Aix-la-Chapelle (în germană Aachen). O altă explicație a etimologiei termenului capelă ar putea fi termenul din latina vulgară cappella, diminutiv al termenului latinesc cappa, „capă”. Termenul cappella a fost moștenit de limbile franceză: chapelle și italiană cappella, de unde a fost împrumutat în limba română.
De aici, termenul s-a extins la alte edificii de cult.

## Contextul istoric

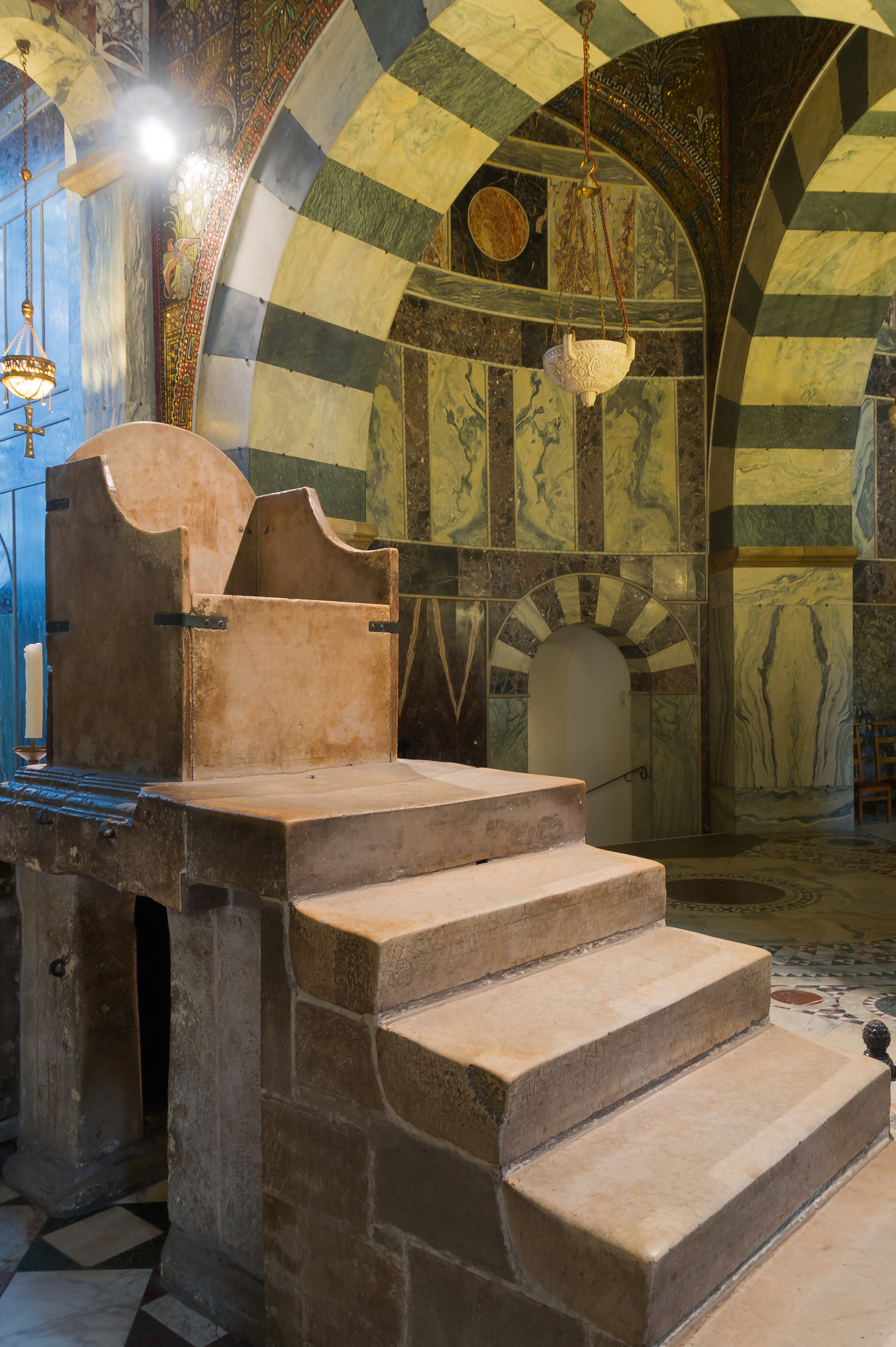
Tronul lui Carol cel Mare în Capela palatină.

O vastă mișcare care atinge domeniile religios, artistic și literar a început în epoca lui Carol cel Mare. A fost voința de a face să renască o civilizație strălucitoare ca aceea a romanilor, de a crea o „a doua Romă  în nordul Alpilor”.
Contrar obișnuințelor suveranilor merovingieni, Carol cel Mare a ales, potrivit modelului antic, să-și stabilească o capitală fixă (centralizare administrativă, prezența curții și a tezaurului). După o primă încercare  la Ingelheim, în apropiere de Mainz, alegerea  definivă a ajuns la Aix / Aachen, în urma gustului lui Carol cel Mare pentru izvoarele calde. În afară de aceasta, tatăl său, Pepin cel Scurt poseda acolo deja un castel.
Carol cel Mare a dispus începerea construirii capelei palatine prin 792, în același timp cu celelalte clădiri ale palatului. Este o grupare de diferite clădiri necesare exercitării puterii și a vieții de curte:
- o aulă pentru recepție,

- clădiri pentru locuit,

- o capelă pentru slujbe religioase, ceea ce îi legitimează puterea spirituală și va servi de adăpost al mormântului său.

Construcția ansamblului a durat circa 12 ani; este o durată relativ scurtă în raport cu amploarea șantierului. Palatul propriu-zis a fost ocupat în anul 800. Capela, care a fost dedicată Fecioarei Maria, a fost consacrată de papa Leon al III-lea în 804.

## Galerie de fotografii

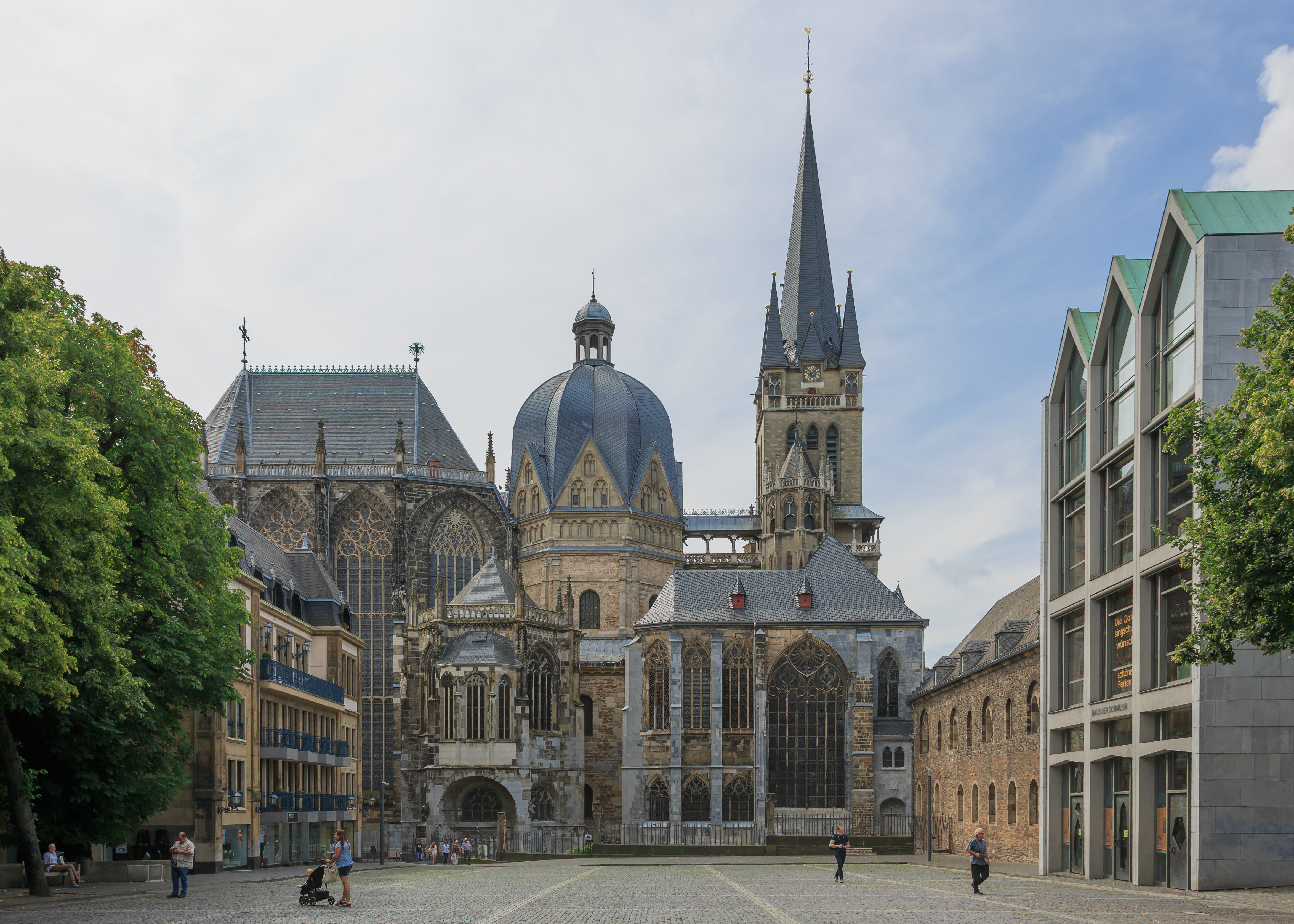
Vedere exterioară actuală: la stânga corul în stil gotic flamboaiant, în centru capela palatină, la dreapta campanila parțial carolingiană (baza).
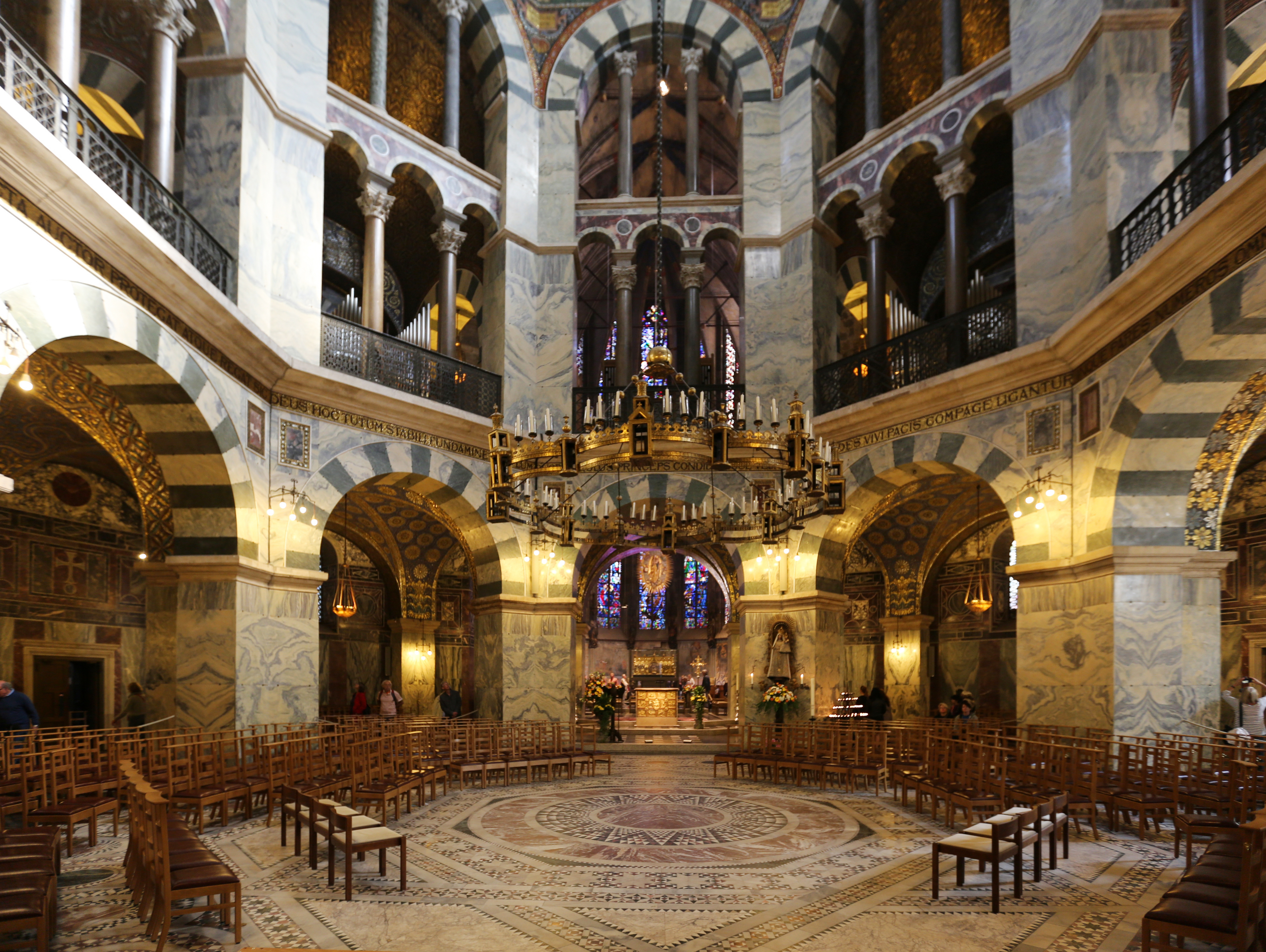
Nivelul inferior al Capelei palatine.
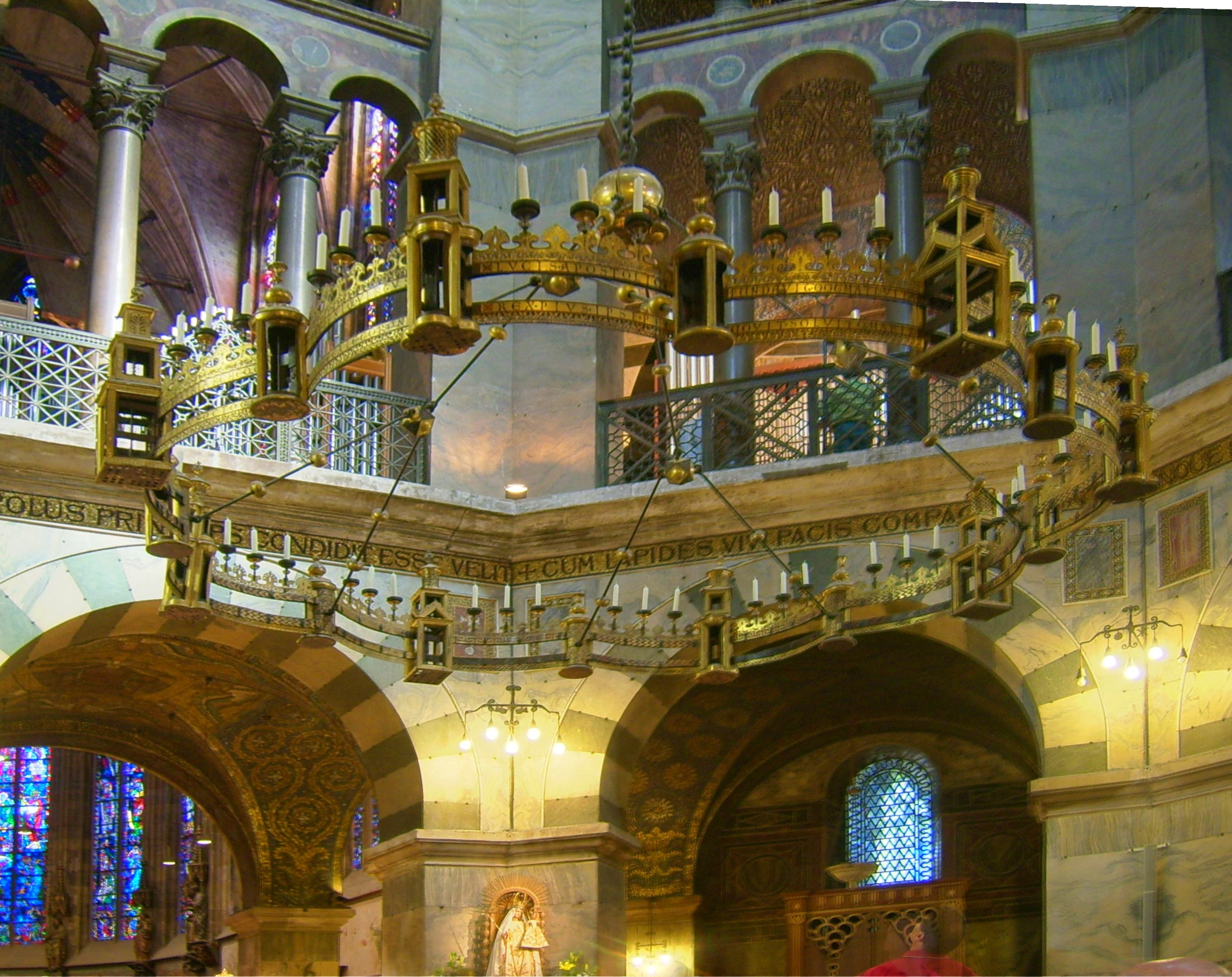
Lustra lui Frederic Barbarossa.
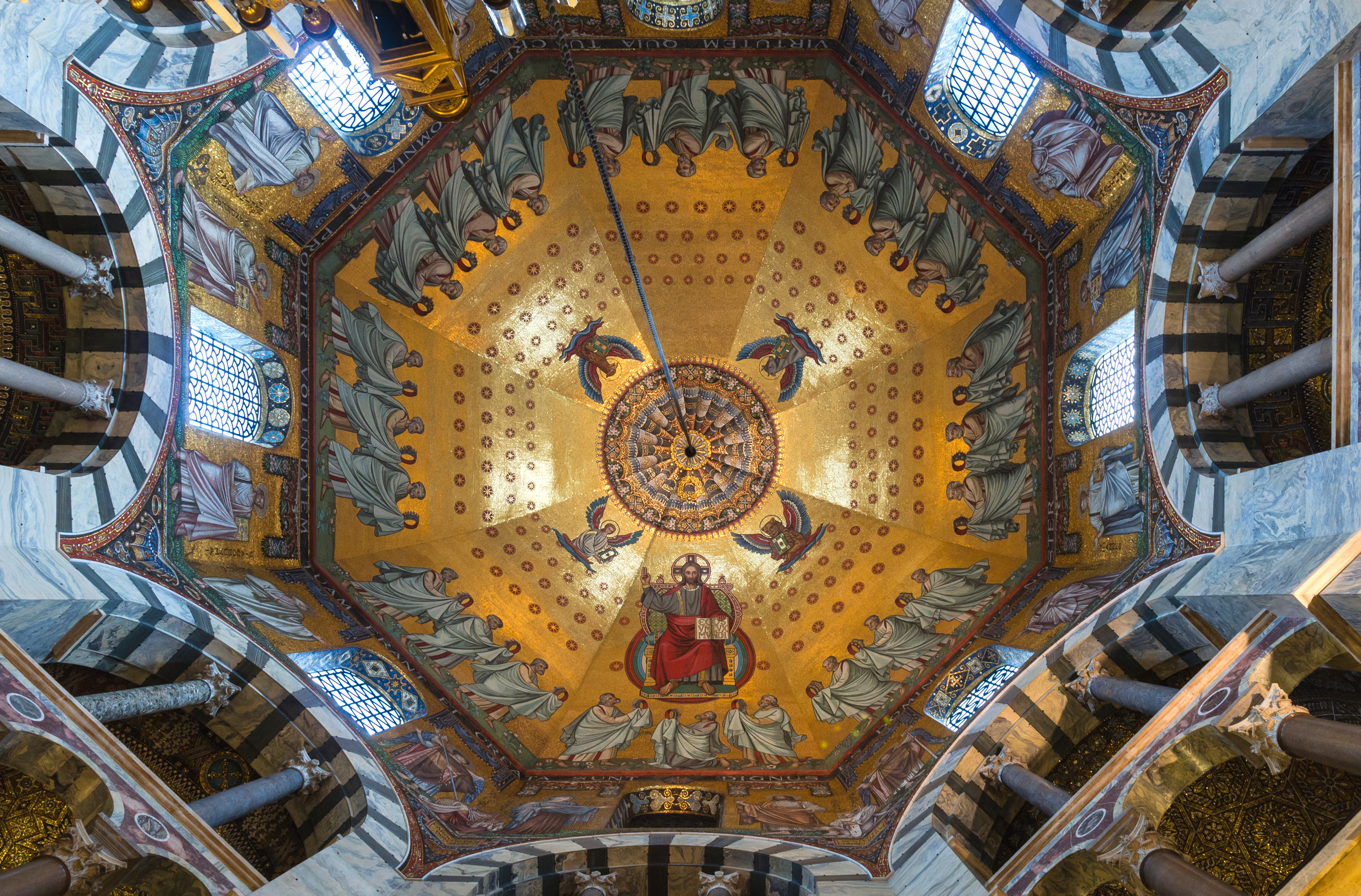
Cupola.
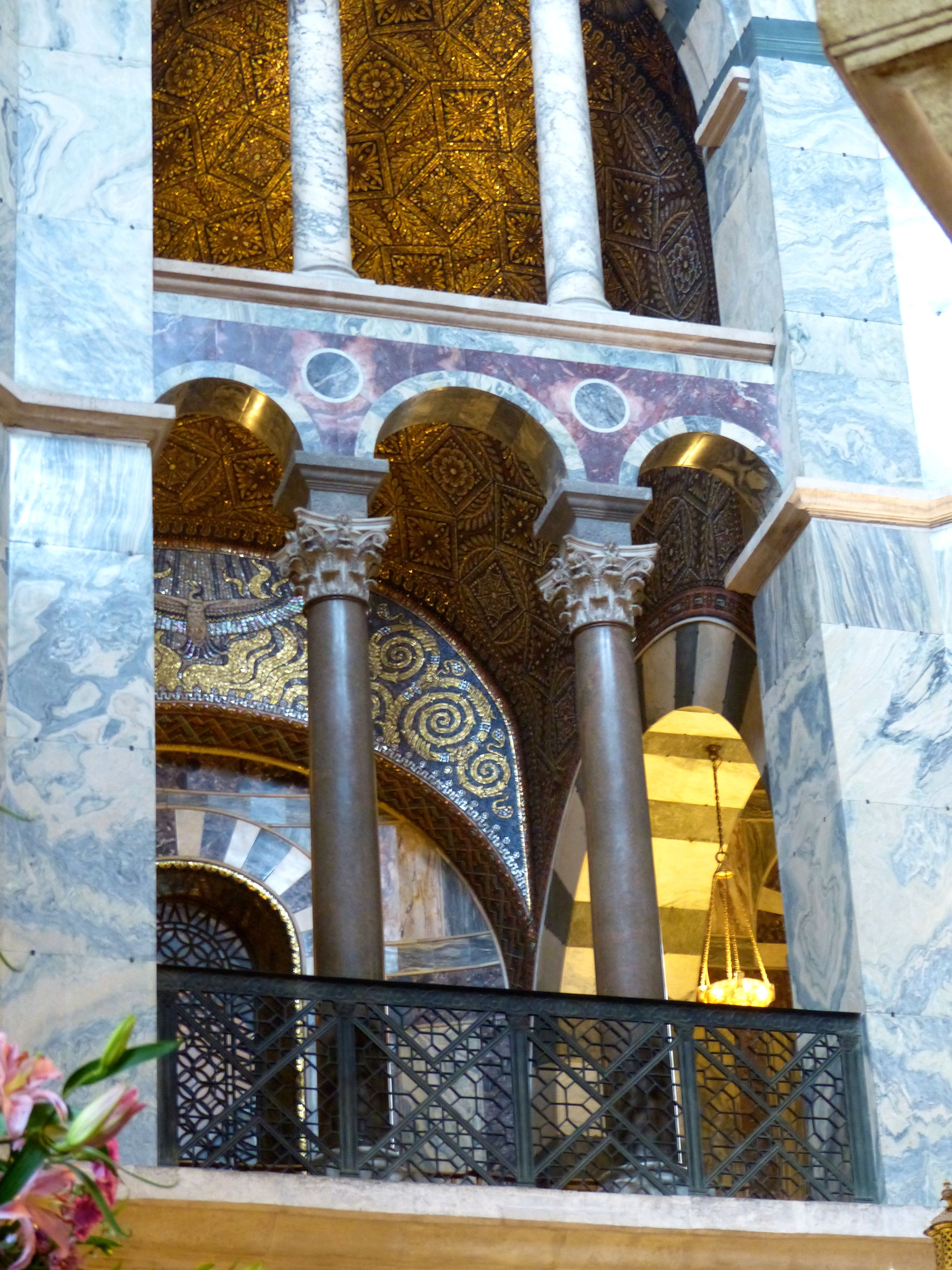
Vedere spre coloanele de la etaj.
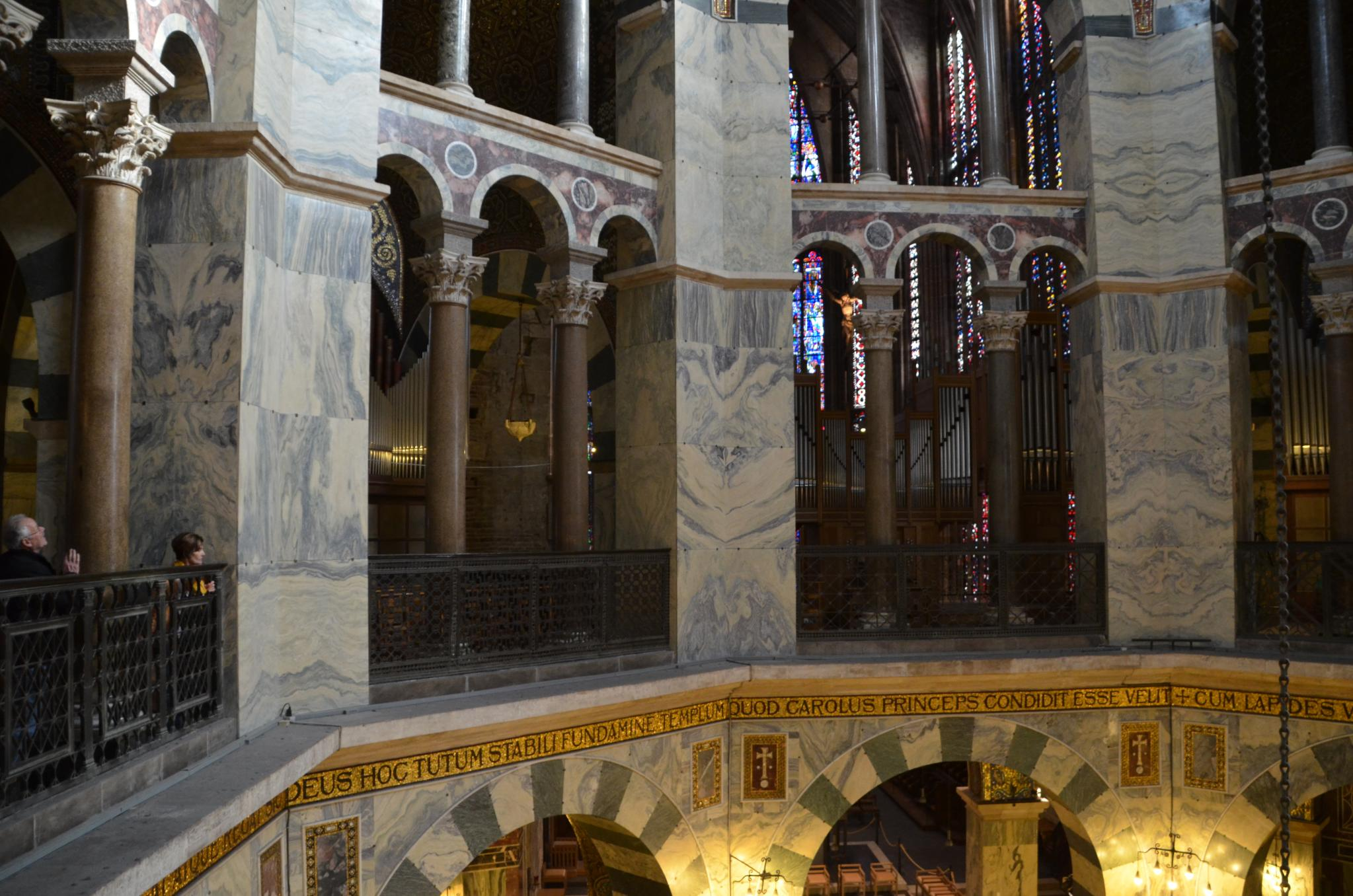
Vedere de la etaj.
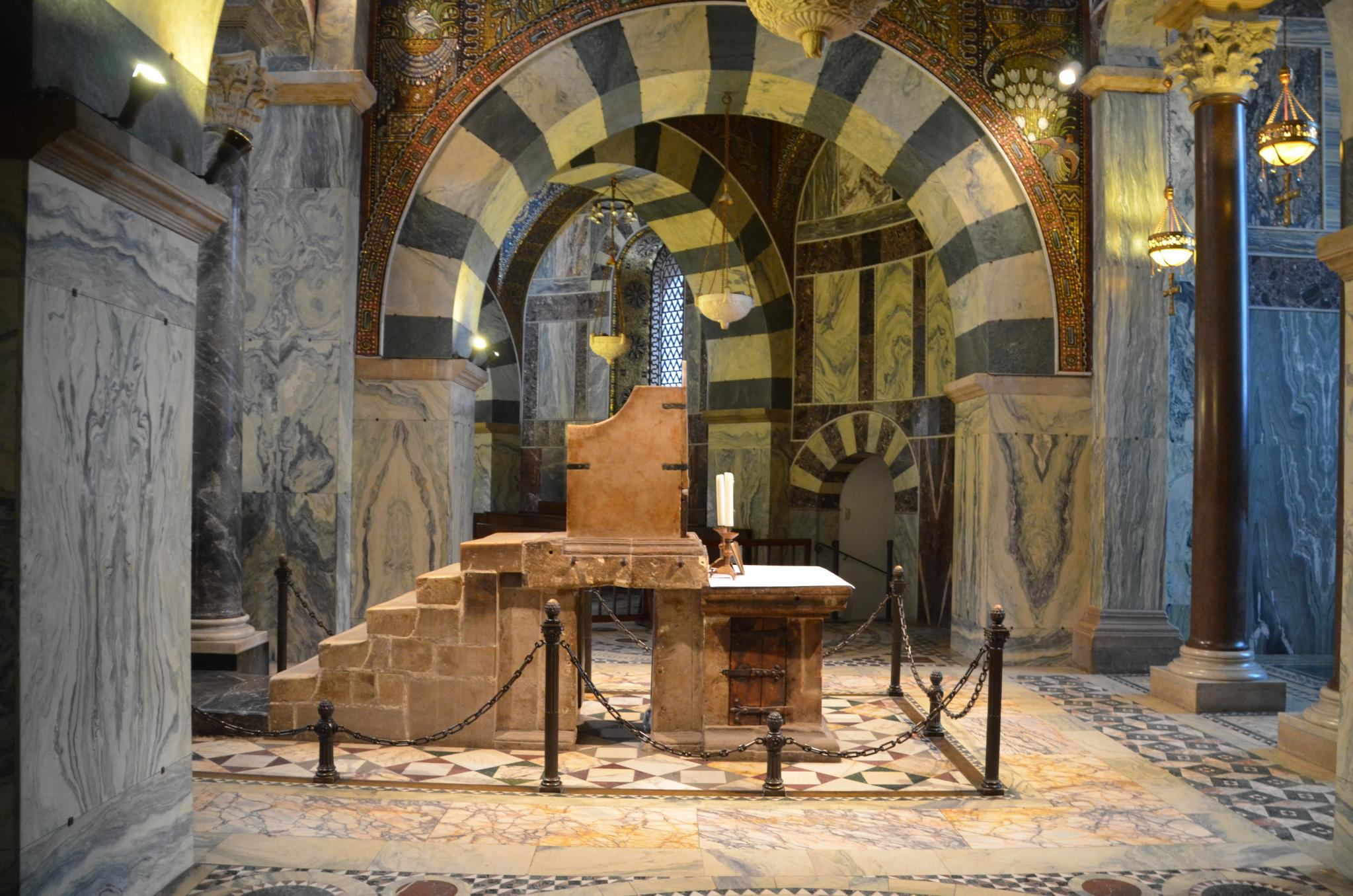
Vedere spre tron, la etaj.
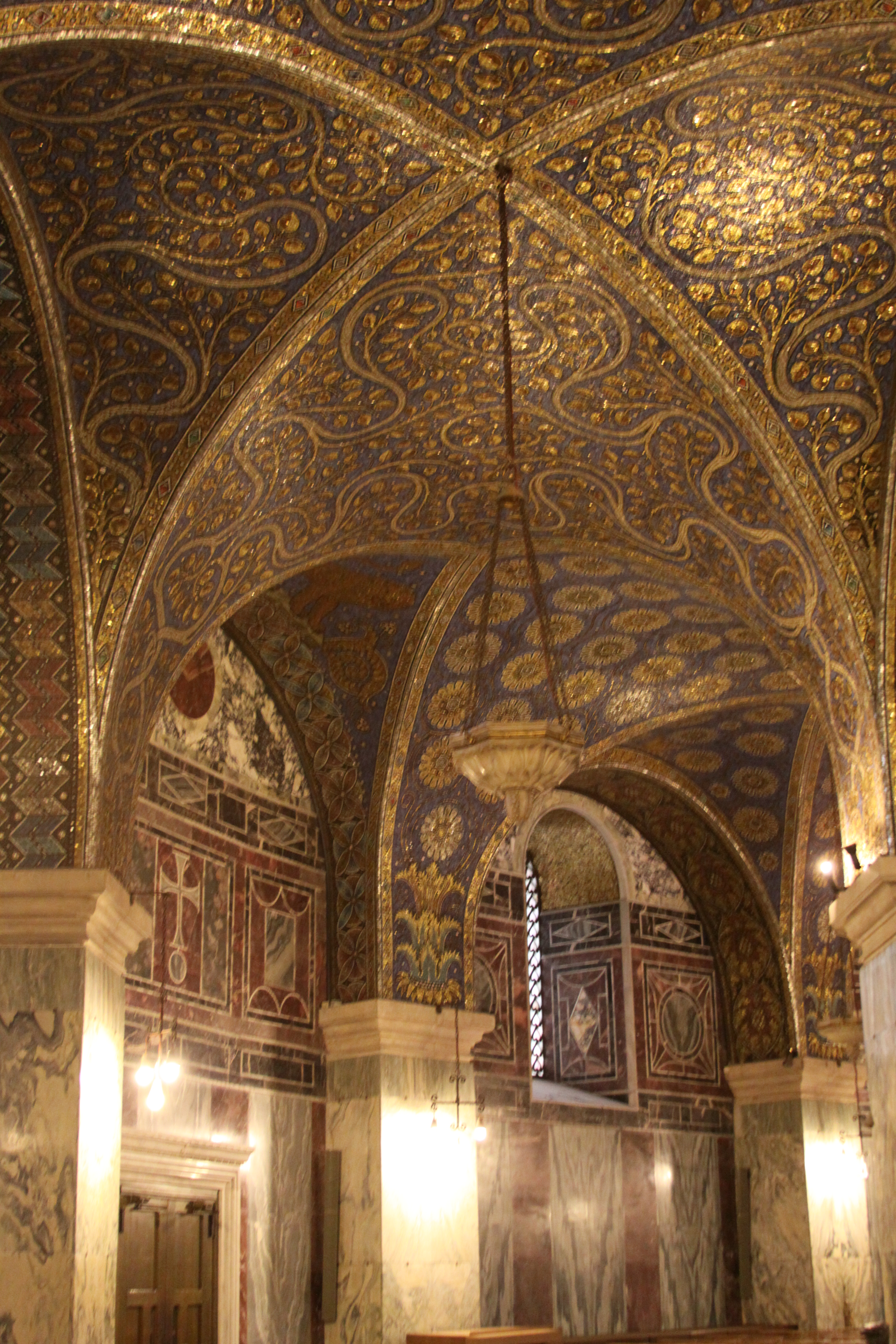
Toate boltele sunt acoperite cu mozaicuri.
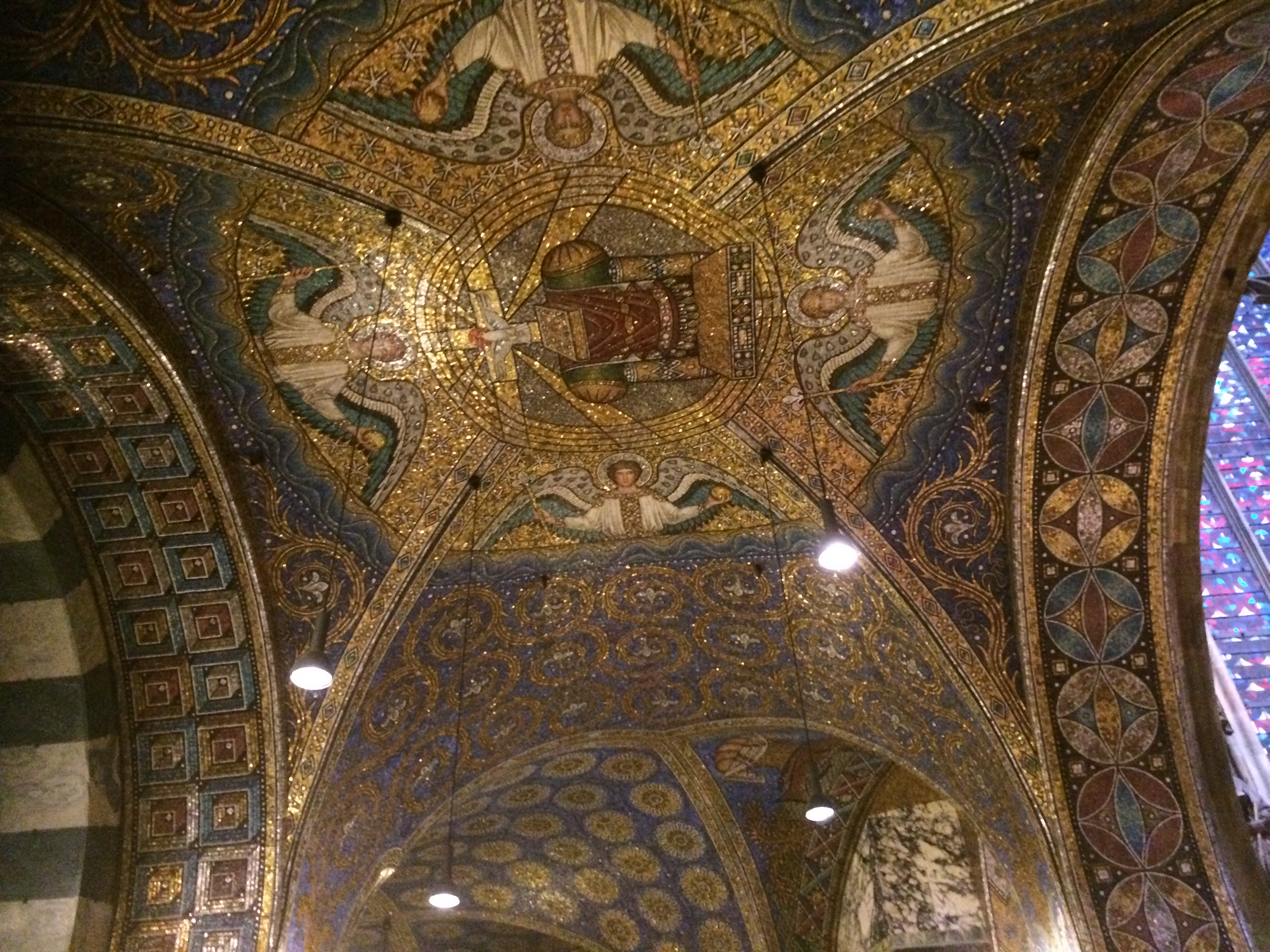
Mozaic la nivelul inferior.
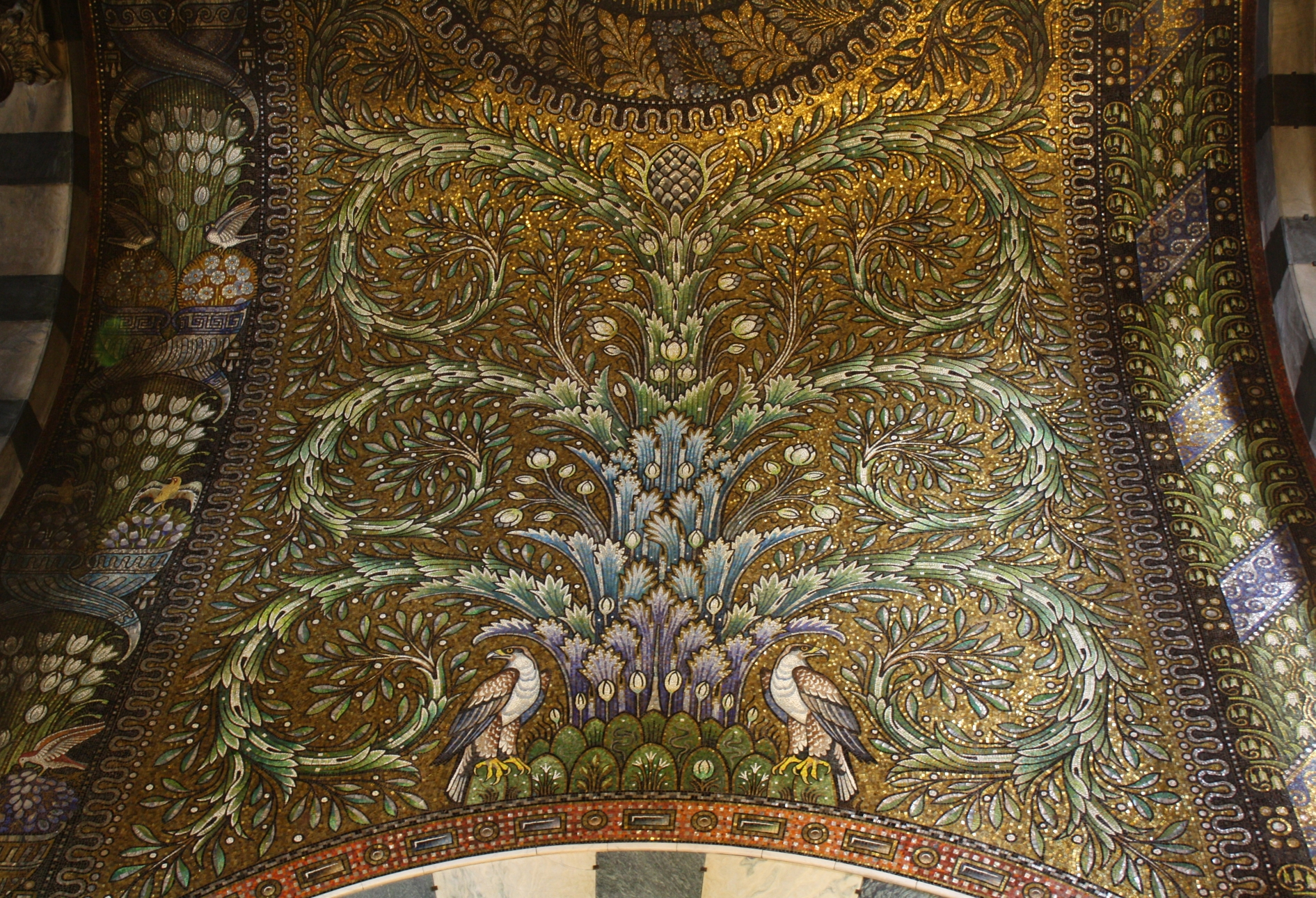
Un mozaic.
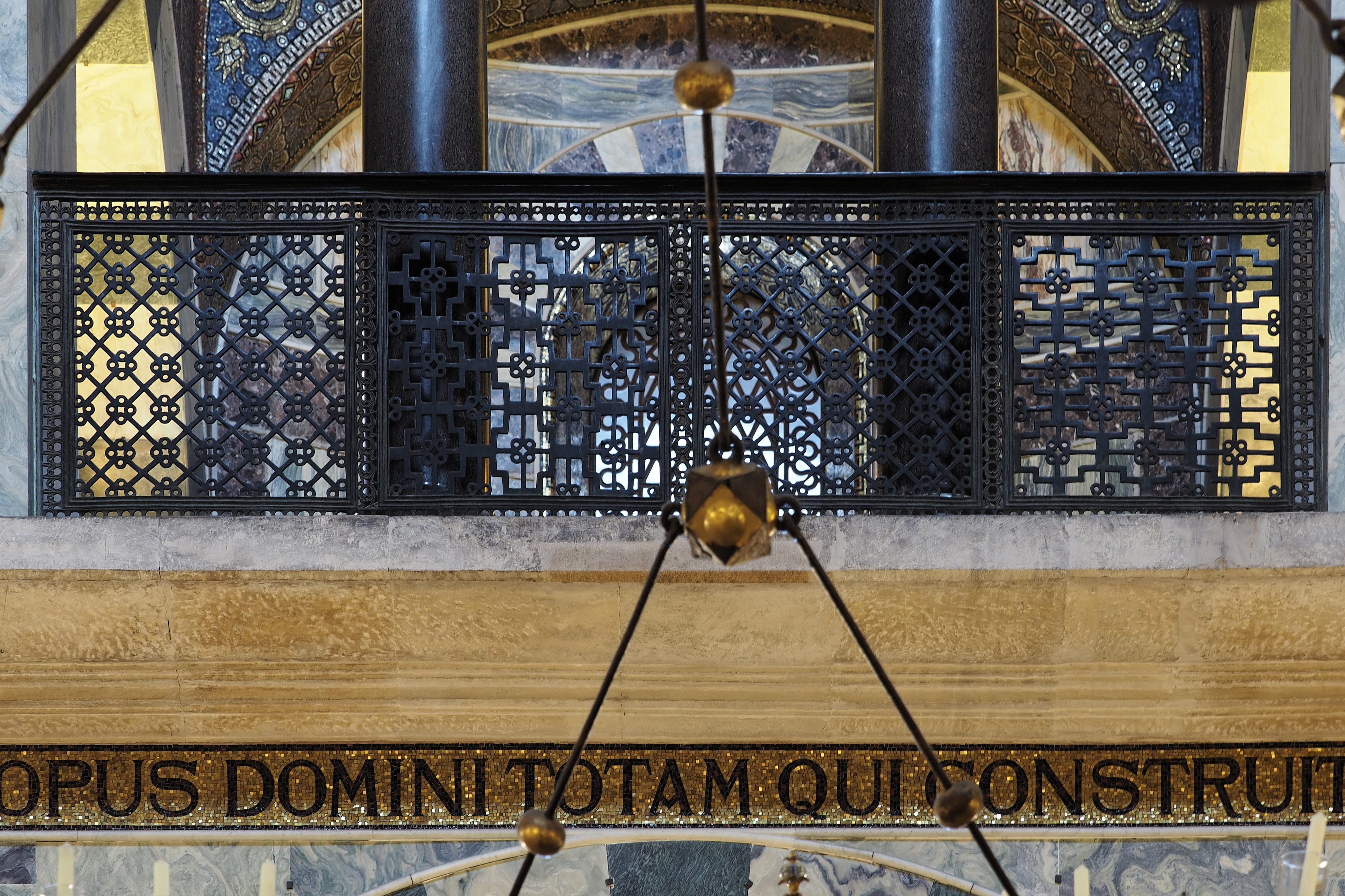
Barierele din bronz datează din timpul lui Carol cel Mare.
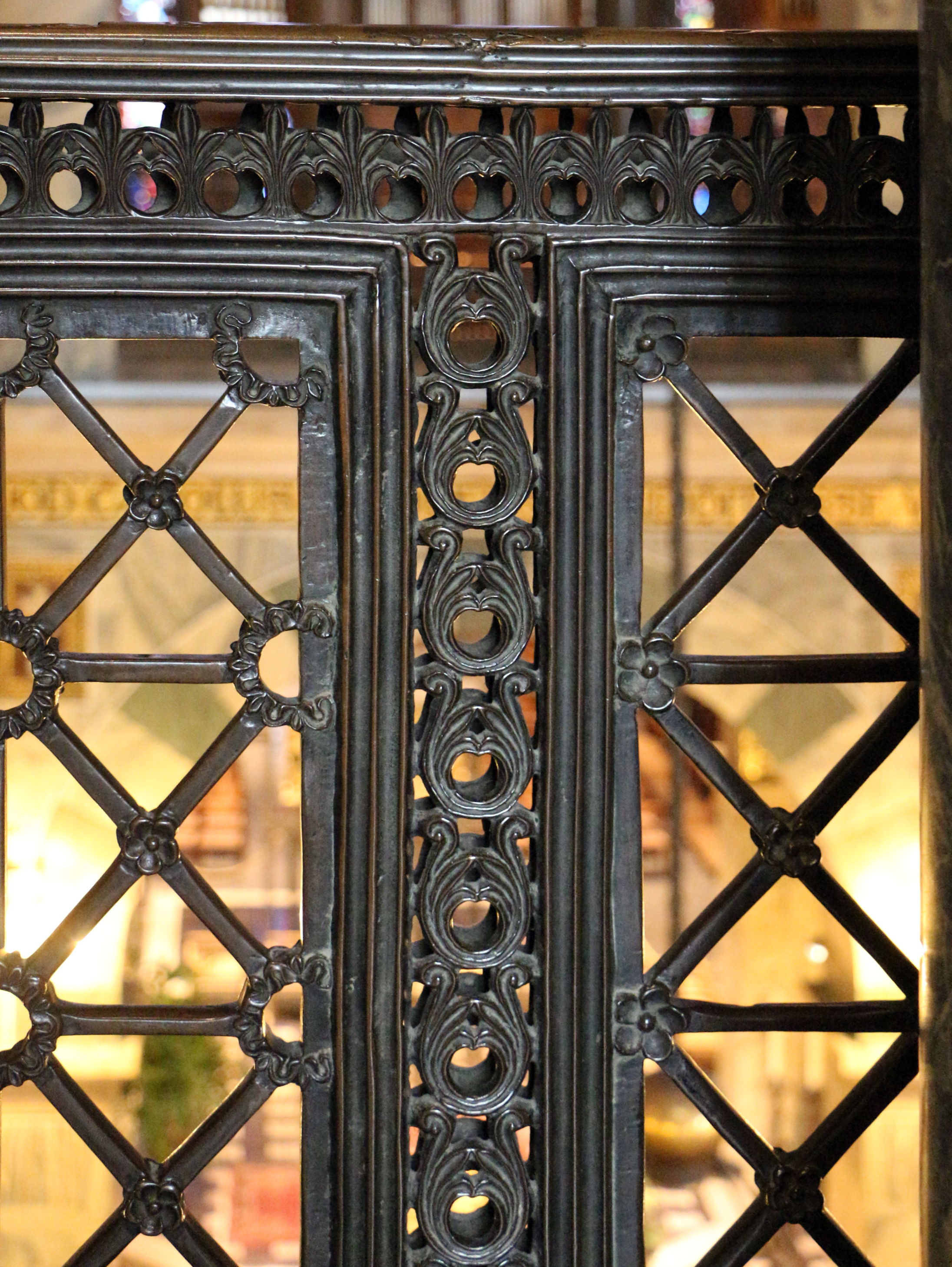
Detaliu al unei bariere din bronz.
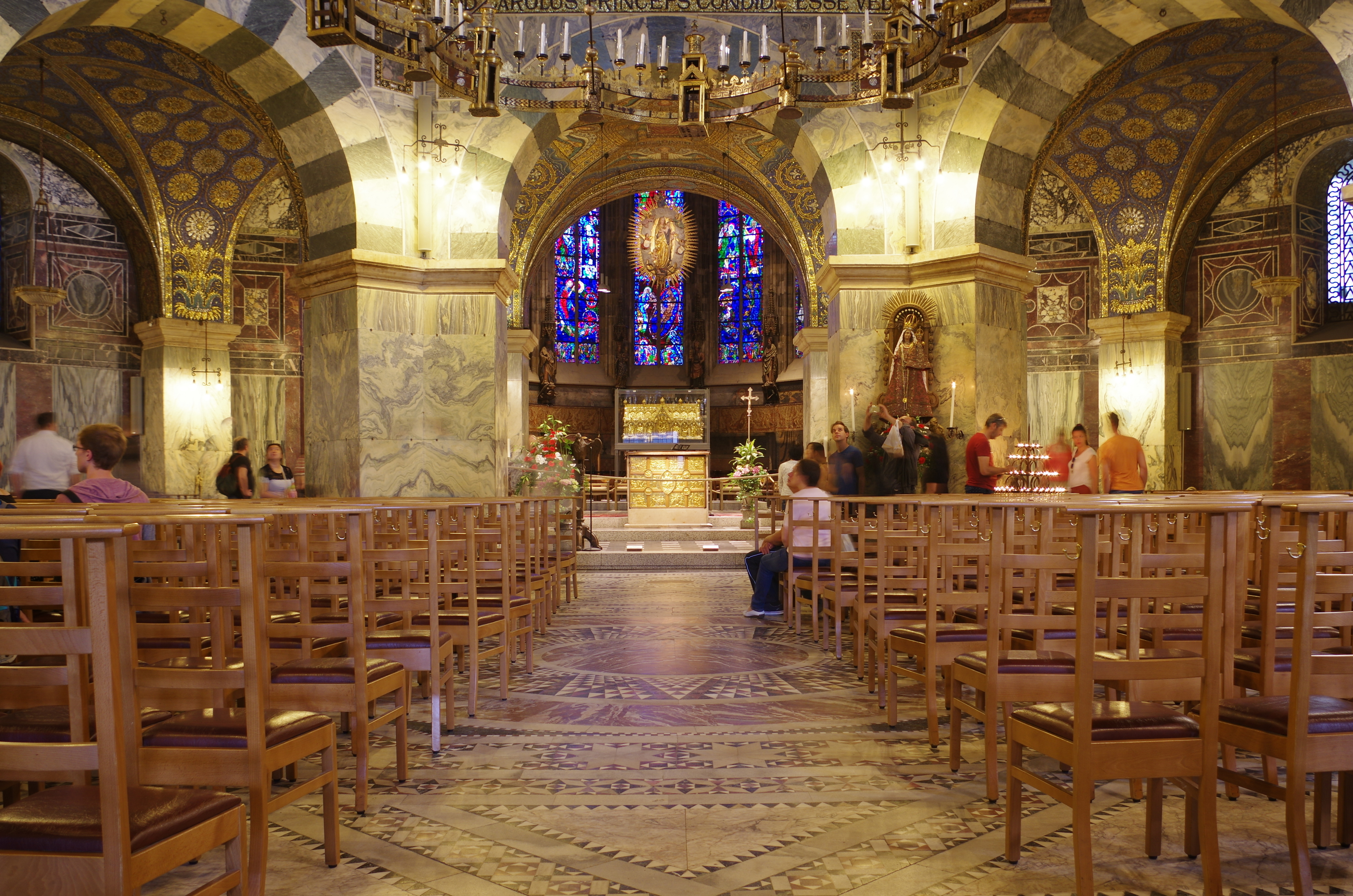
Imagine din interior, spre altarul principal